# Otto Heichert

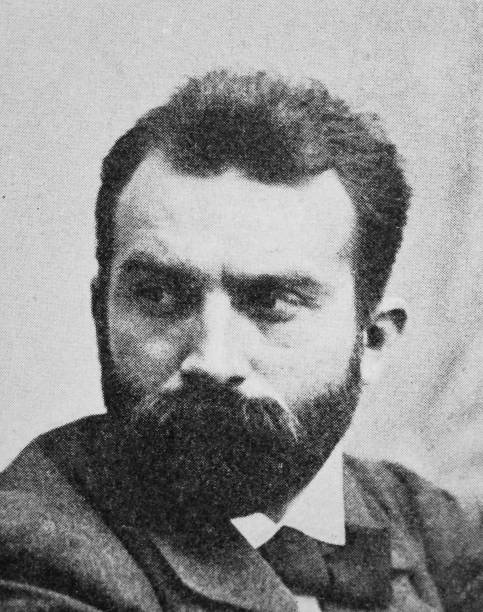
Otto Heichert (1890)

Otto Theodor Rudolf Heichert (* 27. Februar 1868 in Kloster Gröningen; † 22. März 1946 in Oberschönau bei Berchtesgaden) war ein deutscher Maler und Graphiker der Düsseldorfer Schule sowie Professor an der Kunstakademie Königsberg.

## Leben

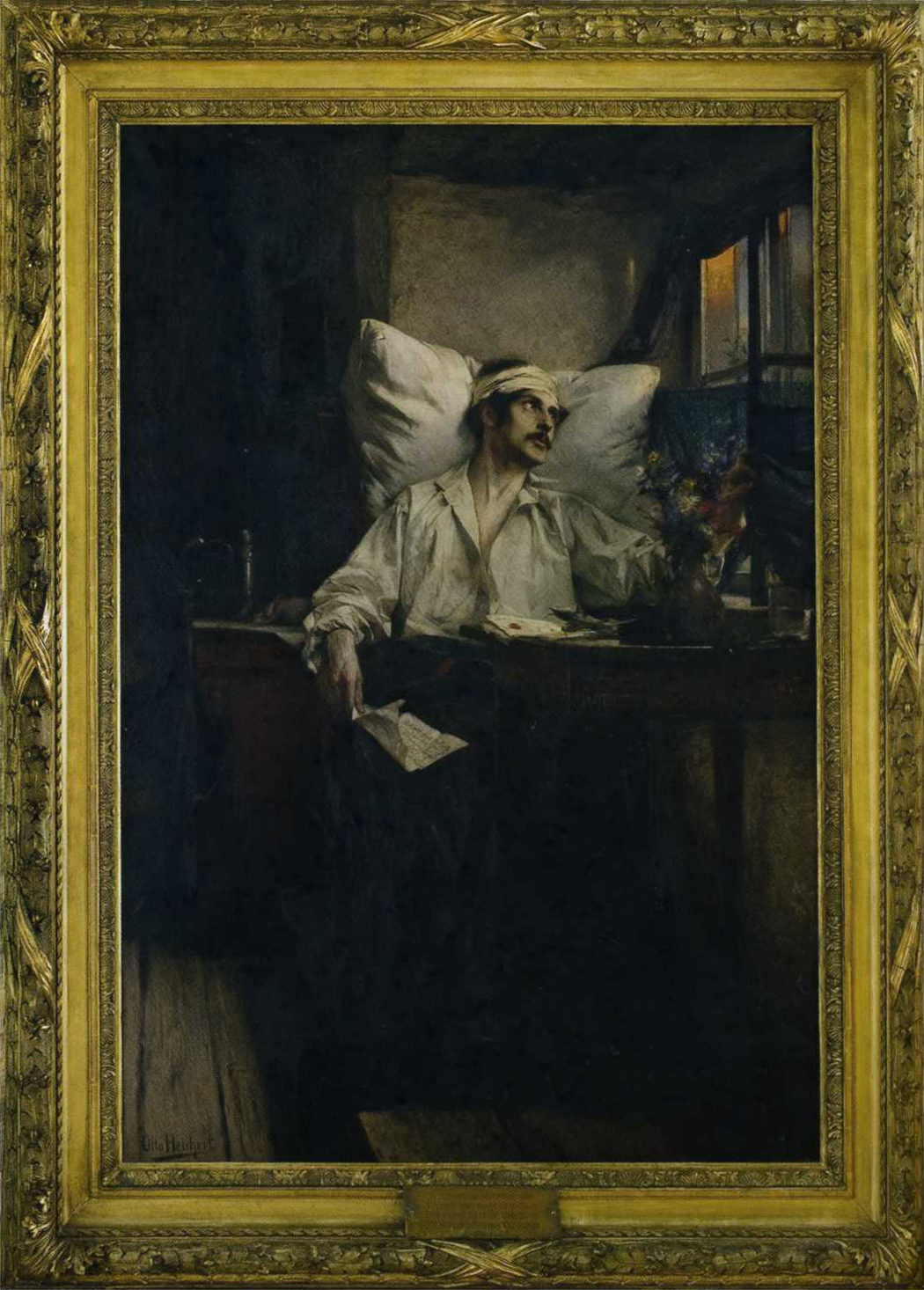
Theodor Körner nach dem Überfall bei Kitzen, Otto Heichert, um 1910

Otto Heichert wurde am 27. Februar 1868 in Kloster Gröningen geboren und war das erste Kind der Marie Sophie, geb. Hohmann, und des Hausmeisters Rudolf Wilhelm August Heichert. Es folgten 1870, 1871 und 1872 drei weitere Geschwister. Zwei von ihnen starben kurz nach der Geburt. 1872 zog die Familie nach Magdeburg, wo Otto Heichert zur Schule ging.
Die Kindheit in Kloster Gröningen und die ärmlichen Verhältnisse der Familie haben ihn in seiner künstlerischen Entwicklung wesentlich beeinflusst, wie spätere Werke zeigen. In der Magdeburger Schule fiel der Schüler Otto Heichert bereits früh mit seinem zeichnerischen Talent auf. Schon mit 14 Jahren, im Jahr 1882, kam er an die Kunstakademie Düsseldorf, wo er in den Malklassen von Hugo Crola, Eduard von Gebhardt und Peter Janssen dem Älteren geprägt wurde. Als Meisterschüler von Wilhelm Sohn reifte sein Malstil zum Genre- und Bildnismaler. 1894 besuchte er Académie Julian in Paris. Abgesehen von mehreren Studienreisen und einem eineinhalbjährigen Aufenthalt in Bremen war er bis 1902 in Düsseldorf ansässig. Dort gehörte er dem Künstlerverein Malkasten an und erwarb sich den Ruf eines hervorragenden Bildnismalers, was ihm zahlreiche Porträtaufträge des Großbürgertums eintrug. 
Als 34-Jähriger wurde er als Professor an die Königliche Akademie nach Königsberg berufen und lebte ab 1903 in Ostpreußens Hauptstadt. In der Königsberger Zeit wählte er vor allem Szenen aus dem ländlichen Milieu und wandte sich zunehmend der „sozialen Frage“ zu. Mit seinen Darstellungen nahm er Anteil an Not, Krankheit und Sterben. Besondere Anerkennung gelang Heichert durch seine in der Tradition der Düsseldorfer Malerschule stehende psychologische Durchdringung der Charaktere, die er in ihren Gefühlserregungen bzw. mimisch-gestischen Ausdrucksformen erfasste.
1912 erhielt Heichert den Auftrag zur Erstellung des Freskos Empfang eines Salzburger Emigrantenzuges durch König Friedrich Wilhelm I. in der Aula der Friedrichschule in der preußischen Kreisstadt Gumbinnen. In dieses monumentale Wandbild an der Giebelwand der Aula, 16 m lang und 8 m hoch, integrierte er seine Person durch ein Selbstporträt.
Im Ersten Weltkrieg war er als Kriegsmaler eingesetzt. 1914 porträtierte er den Reichspräsident Paul von Hindenburg auf der Höhe seiner Laufbahn. In dieser Zeit entstand unter anderem auch das Historiengemälde über den Freiheitskämpfer Theodor Körner nach dem Überfall bei Kitzen.
Otto Heichert lebte ab 1923 in Berlin und starb 1946 in Oberschönau bei Berchtesgaden.
Die Kunstsammlungen der Stadt Königsberg besaßen das Gemälde Ora et labora, weitere Werke gelangten in die Berliner Nationalgalerie und in die Museen von Düsseldorf und Antwerpen.

## Ehrungen
1895 erhielt er auf der Großen Berliner Kunstausstellung eine kleine Goldmedaille, die zweite Medaille auf der Weltausstellung Paris 1900, und 1904 eine goldene Medaille in Dresden. 

## Familie
Im Juni 1909 heiratete Otto Heichert die Gräfin (Mimi) Margarete von Helldorf (* 3. Februar 1885). Durch die Heirat wurde Heichert in den Adelsstand gehoben.
Am 5. April 1910 Geburt der Tochter Eva-Marie Heichert, welche 1935 Frank Berger († 1941) heiratete. Sie hatten drei Kinder:
1. Frank Berger (* 1935)
2. Christiane Berger (* 1937)
3. Michael Berger (* 1941), Gründer des Lachmuseums HarlekinÄum und Klooseum in Wiesbaden[9]

## Ausstellungen (Auswahl)
- 1956: Gedächtnisausstellung Otto Heichert im Haus zum Falken, Städtische Galerie Würzburg.